# Dézaley

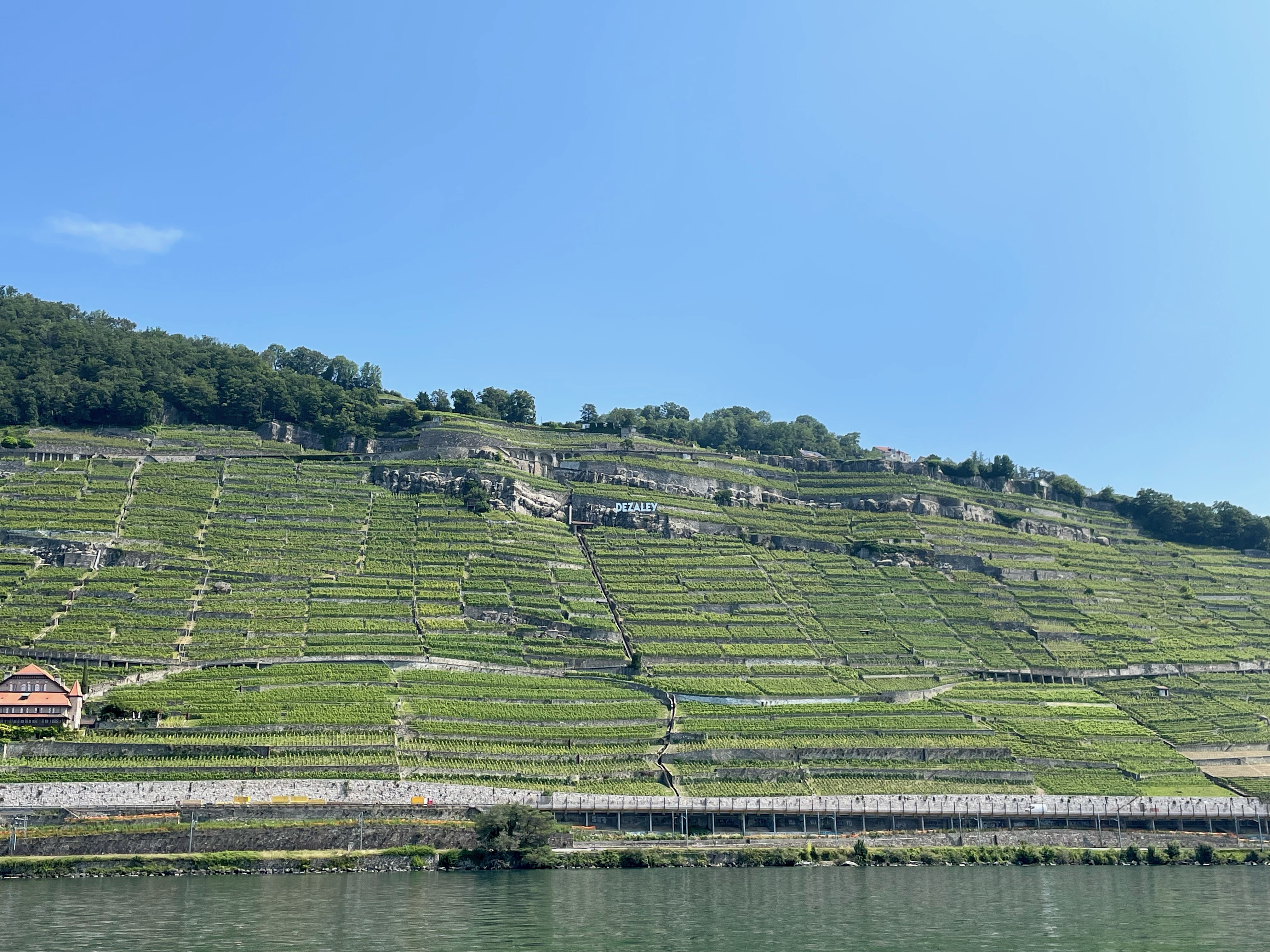
Dézaley

Dézaley ist (neben Calamin) eine von zwei Appellationen mit dem Zusatz „Grand Cru“ im Schweizer Weinbaugebiet Lavaux.

## Lage
Dézaley liegt zum grössten Teil auf dem Gebiet der Gemeinde Puidoux im Kanton Waadt, als steiler Hang zwischen den Ortschaften Epesses und Rivaz unterhalb des Tour de Marsens und des Rocher-de-la-Croix-de-Notre-Dame.

## Geschichte
Anno 1141 vergab der damalige Bischof von Lausanne den westlichen Teil der Hänge an die Zisterzienser von Haut-Crêt und den östlichen Teil im Jahre 1142 an diejenigen von Montheron. Die Mönche machten den Boden, welcher bis 1536 in ihrem Besitz blieb, urbar und bauten Wein an. Die Berner übernahmen das Gebiet von Hautcrêt, das ab dann auch als Dézaley d’Oron bezeichnet wurde.
Im Jahr 1803 erwarb die Stadt Lausanne das Gut; seit 1912 wird das 4,2 ha grosse Gebiet auch als Clos des Moines bezeichnet. Der 3,86 ha grosse Anteil von Montheron (auch als Dézaley de la Ville oder Clos des Abbayes bezeichnet) wechselte ebenfalls in das Eigentum von Lausanne, zusammen mit einer gotischen Kapelle aus dem 15. Jahrhundert und mit dem Landhaus La Belle du Dézaley, dessen Hauptsaal von René Auberjonois ausgemalt wurde.
Ein Teil des nördlichen Gutes, das ab 1148 durch die Prämonstratenser von Humilimont bewirtschaftet wurde, ist heute in Privatbesitz; es gehörte einst dem Kollegium St. Michael aus Freiburg.
Ab dem 18. Jahrhundert bis ins Jahr 1839 wurden Weinterrassen angelegt, deren Reben heute hauptsächlich Weisswein ergeben.